# Myres Castle

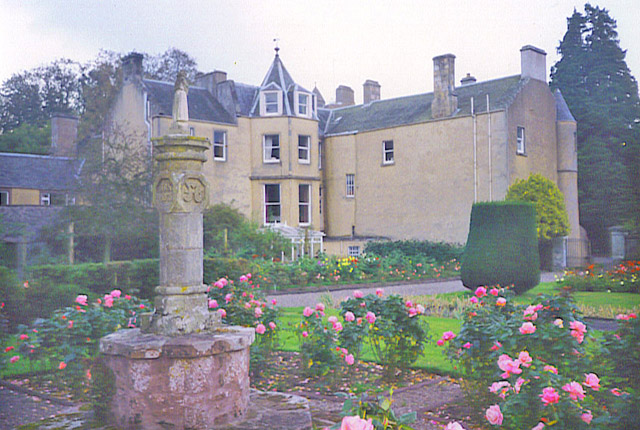
Traseiras do Myres Castle vistas do jadim.

O Myres Castle é um castelo apalaçado situado em Fife, perto da aldeia de Auchtermuchty, na Escócia. A construção do edifício actual data de 1530. A sua história está interligada com a do vizinho Falkland Palace. O castelo e o magnífico jardim escocês são agora usados como centro privado de conferências e alojamento.

## Derivação do nome e história inicial
A história do Myres Castle está interligada com o vizinho Falkland Palace, uma vez que Myres foi a casa hereditária dos oficais Reais (Macers e Sergeants at Arms) de Falkland. A palavra "myres" etá associada com um lugar pantanoso; de facto, o edifício está localizado em campos e políticas com drenagem marginal. Mais tarde, no final da década de 1970, foram feitas melhorias de drenagem aos campos. Existe uma atraente lagoa em frente do castelo, a qual serve para juntar a água dos escoamentos. 
Originalmente, as terras da actual herdade de Myres faziam parte das extensas propriedades do Conde de Fife, passando a porção de Myres, por casamento, para Robert, Duque de Albany. No ano de 1425, Murdoch, ofilho de Robert, perdeu a sua exploração para a Coroa. A partir dessa época até ao século XVI, as rendas dos lavradores arrendatários estão registadas nos rolos do Royal Exchequer, indicando a posse contínua pelo rei. O primeiro arrendatário registado do quarteirão sul de Auchtermuchty, conhecido como "the myres", foi Robert Coxwell, que residia na Corte Real Escocesa.

## História arquitectónica a partir de 1530
O castelo teve origem, cerca de 1530, como uma fortaleza com planta em forma de Z. Tinha um exterior ocre harled (termo escocês para um determinado tipo de cobertura de edifícios) com alguma alvenaria em silhar cinzento na sua torre quadrada, acrescentada em 1616. A torre é adornada com festões em alvenaria, um relevo heráldico com as iniciais esculpidas e um parapeito. O percurso da cave parece ser mais antigo (possivelmente um fragmento do século XIV, devido à abóbada de berço da sua construção) e apresenta claramente a arquitectura duma cozinha medieval. Outras modificações tiveram lugar nos séculos XVII e XVIII. Na entrada da propredade está uma destacada portaria vitoriana em pedra, a qual foi habitada como residência, pelo menos, até 1997. O prémio de Myres é um espectacular jardim murado apresentando gigantescos teixos trabalhados em topiária, elaboradas bordaduras herbáceas e uma pequena pesqueira. Os muros do jardim ultrapassam os três metros de altura e são, provavelmente, de origem seiscentista.

## Eventos do século XX
O Myres Castle está  inserido entre 180.000 m² (44 acres) de jardins, terras de cultivo. A família Fairlie esteve associada a Myres por algum tempo. Existem recordações dos Fairlie em Myres, incluindo leitarias que remontam a 1903. Num registo é observado, no ano de 1915, que James Olgilvy Reginald Fairlie, Camareiro de Sua Majestade, residente de Myres, foi morto em acção na Primeira Guerra Mundial. 
O castelo foi a residência da família Fairlie até 1997; além disso, as políticas, ou perímetro florestal, foram aumentadas com a plantação prudente pelo Capitão Reginald Fairlie, no início da década de 1980. Presentemente, o Myres Castle serve como centro de conferências com nove quartos de luxo.

## Bibiografia
- Nigel Tranter, History of the Fortified House in Scotland, Cinco Volumes (1962-1971).
- The Catholic Who's Who and Yearbook 1916, e Burns e Oates.